# Bernardo Tovar
Bernardo Tovar Ante (n. Colombia; 5 de enero de 1951) es un destacado ex tirador colombiano. Fue abanderado de la delegación colombiana en los Juegos Olímpicos de Barcelona 1992.

## Trayectoria
La trayectoria deportiva de Tovar se identifica por su participación en los siguientes eventos nacionales e internacionales:

### Juegos Olímpicos
Fue nombrado abanderado de la selección de  Colombia en los Juegos Olímpicos de Barcelona 1992.